# Bryrup Langsø
Bryrup Langsø er en sø syd for Bryrup i Silkeborg Kommune. Den har bl.a. tilløb fra nabosøen Karlsø mod sydøst, og den afvandes af Bryrup Å, som løber gennem Kvindsø og Kulsø, hvorfra den fortsætter som Lystrup Å til Salten Å.
I søen er der gedde, aborre, skalle, rudskalle, ål, rimte og få sandart.